# 黒の様式
『黒の様式』（くろのようしき）は、松本清張の短編小説シリーズ。『週刊朝日』1967年1月6日号 - 1968年10月25日号に連載された。
『内海の輪』は1971年に映画化されている。

## 概要
- 『歯止め』（『週刊朝日』・1967年1月6日号 - 1967年2月24日号）
- 『犯罪広告』（『週刊朝日』・1967年3月3日号 - 1967年4月21日号）
- 『微笑の儀式』（『週刊朝日』・1967年4月28日号 - 1967年6月30日号）
- 『二つの声』（『週刊朝日』・1967年7月7日号 - 1967年10月27日号）
- 『弱気の虫』（『週刊朝日』・1967年11月3日号 - 1968年2月7日号）
- 『内海の輪』（『週刊朝日』・1968年2月16日 - 1968年10月25日号）
- 『死んだ馬』（『小説宝石』・1969年3月号）…本シリーズとは別に掲載された作品だが、『松本清張全集 第9巻』（1971年、文藝春秋）では『黒の様式』の1作とされている。

## 映画
- 内海の輪（1971年2月10日公開、松竹、斎藤耕一監督）『内海の輪』の映画化